# Karl-Erik Grahn
Karl-Erik Vilhelm Grahn (ur. 5 listopada 1914 w Jönköping, zm. 14 marca 1963 w Borås) – szwedzki piłkarz, grający na pozycji pomocnika.

## Kariera klubowa
Całą karierę piłkarską Karl-Erik Grahn występował w IF Elfsborg. Z Elfsborgiem trzykrotnie zdobył mistrzostwo Szwecji w 1936, 1939 i 1940.

## Kariera reprezentacyjna
W reprezentacji Szwecji Grahn zadebiutował 16 czerwca 1935 w wygranym 3-1 meczu Pucharu Nordyckiego z Danią. W 1936 Grahn był w kadrze Szwecji na igrzyska olimpijskie w Berlinie. Na igrzyskach wystąpił w przegranym 2-3 meczu z Japonią.
W 1938 József Nagy, ówczesny selekcjoner reprezentacji Szwecji, powołał Grahna na mistrzostwa świata. Na mundialu we Francji był rezerwowym i nie wystąpił w żadnym meczu.
Ostatni raz w reprezentacji wystąpił 23 czerwca 1946 w przegranym 1-3 towarzyskim meczu z Danią. W latach 1935–1946 wystąpił w reprezentacji w 41 meczach, w których zdobył 3 bramki.

## Kariera trenerska
Po zakończeniu kariery piłkarskiej Grahn został trenerem. W latach 1949–1952 i 1961-1962 prowadził Elfsborg. W 1961 zdobył z nim mistrzostwo Szwecji.